# 招重文
招重文（英語：Ryan Chiu Chung Man，1969年10月7日—），生於香港，已退役香港足球運動員，司職中場，前香港奧運足球代表隊及香港足球代表隊隊員，持有亞洲足協A級教練文憑。

## 球員生涯
招重文生於香港，早年就讀聖公會紀岳小學、中華基督教會燕京書院以及珠海書院中學部。1987–88年度，年僅 18 歲的招重文，便隨「升班馬」美青初次在甲組亮相，並且表現相當不俗，在香港足球明星選舉當選最佳年青球員。闖出名堂的招重文，翌年便「上山」加盟南華，並連續兩屆於香港足球明星選舉當選最佳年青球員。惟在南華一直未能站穩正選位置，遂於1994年轉投商業球隊好易通，並成為球隊中場主力。
1997年夏天，香港足球總會仿效中超實施甲組聯賽球員季前體測，招重文原本轉投星島，患有哮喘的他因未能通過體測，無法在甲組賽事上陣，被迫轉投乙組聯賽球隊中福。1998–99年度球季，招重文重返甲組加盟二合，終憑努力成功通過體測，得以繼續甲組球員生涯，並首次入選香港足球明星選舉最佳11人。
招重文偶有客串於乙丙組賽事上陣，2008–09年度球季，便協助駿昇大中獲得香港乙組足球聯賽亞軍，首次取得升班甲組資格。2015年10月15日，招重文代表「519香港傳奇足球隊」，在小西灣運動場舉行在的「英超足球大師邀請賽」迎戰「英超足球大師隊」並取得一個入球最終以4–5不敵對手。

## 國際賽生涯
招重文1989年入選新組成的第一屆香港奧運隊，參加過1992年巴塞隆拿奧運足球外圍賽。香港足球代表隊於1990年7月18日至8月10日前往歐洲集訓，招重文首次入選。

## 教練生涯
招重文退役後，曾擔任南華青訓教練。2008－09年度球季，曾執教過淦源，2011年夏天開始擔任晨曦助教。2012年招重文升任教練，與陳發枝、譚兆偉共同執教。2014年開始擔任中西區名校聖公會聖彼得小學足球隊主教練，球隊在多個賽事中表現出色。於2017年7月擔任新成立的香港超級聯賽球隊夢想FC技術總監。
2019－20球季，招重文聯同升班馬標準流浪原有的教練團成員黃展鴻一同接掌領軍。

## 襲警被捕
2023年5月3日，招重文於新蒲崗違泊被票控，與警理論後，上車關車門離開時撞傷警員，結果被警員以襲警罪名將他拘捕。
2024年2月15日，招重文被裁定罪名不成立。

## 假波案
2024年6月27日 時任流浪足球會（又名標準流浪）主教練招重文、深水埗體育會後衛梁羿童，以及一名俗稱「艇仔」的外圍賭注中介人，遭廉政公署拘捕他們投注本地賽事

## 個人榮譽
- 香港足球明星選舉最佳年青球員 兩次 (1987-88、1988-89季度)
- 香港足球明星選舉最佳11人 一次 (1998-1999季度)

## 外部連結
- 香港足球總會網頁球員註冊資料 （页面存档备份，存于）